# 13308 Melissamayne
13308 Melissamayne este o planetă minoră (asteroid), cu un diametru de 3,917 km, din centura de asteroizi. A fost descoperită pe 14 septembrie 1998 la Magdalena Ridge Observatory⁠(d) de Lincoln Near-Earth Asteroid Research. 
Obiectul prezintă o orbită caracterizată de o semiaxă mare de 2,8003752 UAi, o excentricitate de 0,09, o înclinație de 3,43576 ° în raport cu ecliptica.